# Veľký Šariš
Veľký Šariš (Hongaars:Nagysáros) is een Slowaakse gemeente in de regio Prešov, en maakt deel uit van het district Prešov.
Veľký Šariš telt 4018 inwoners.

## Galerij

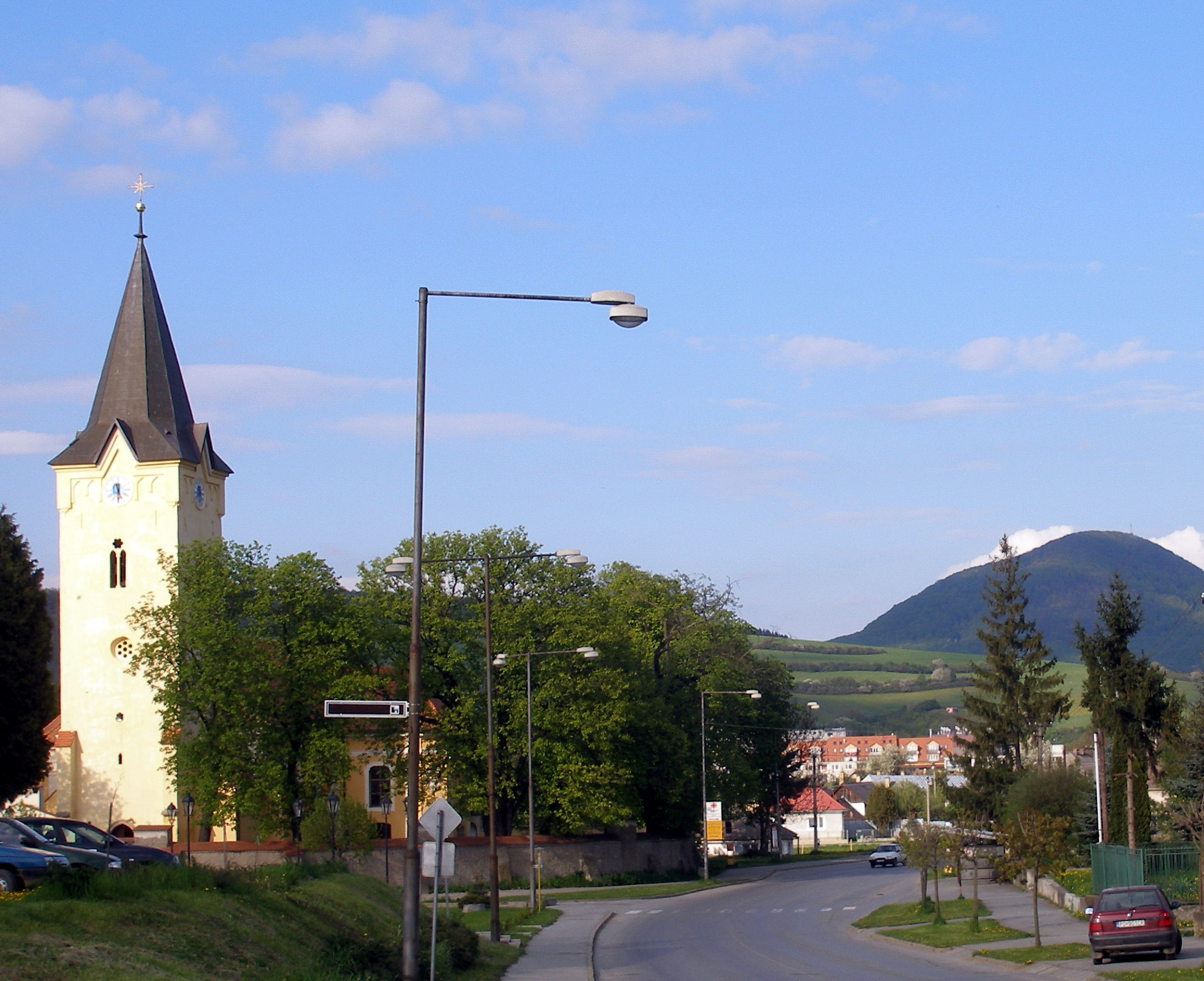
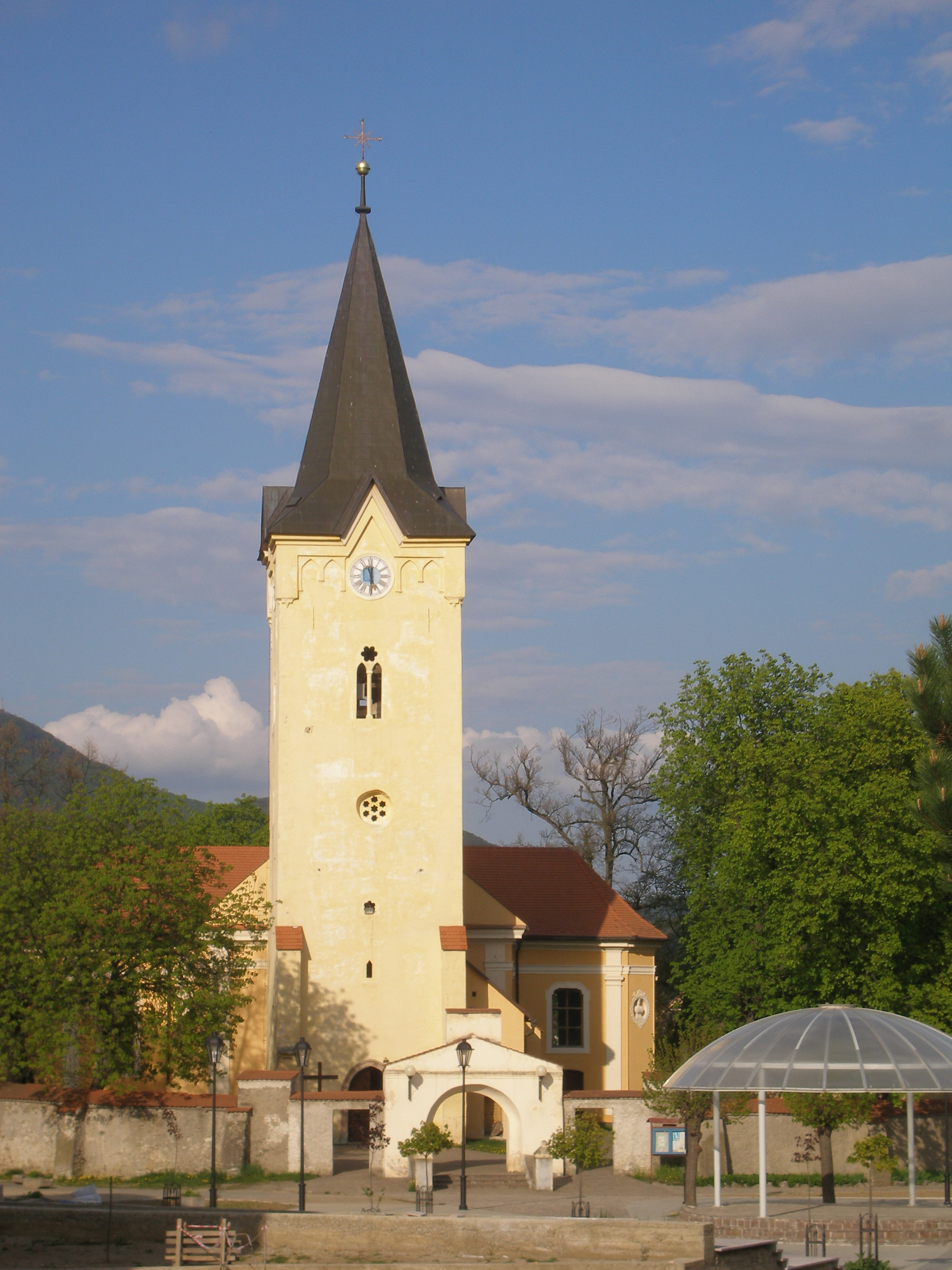
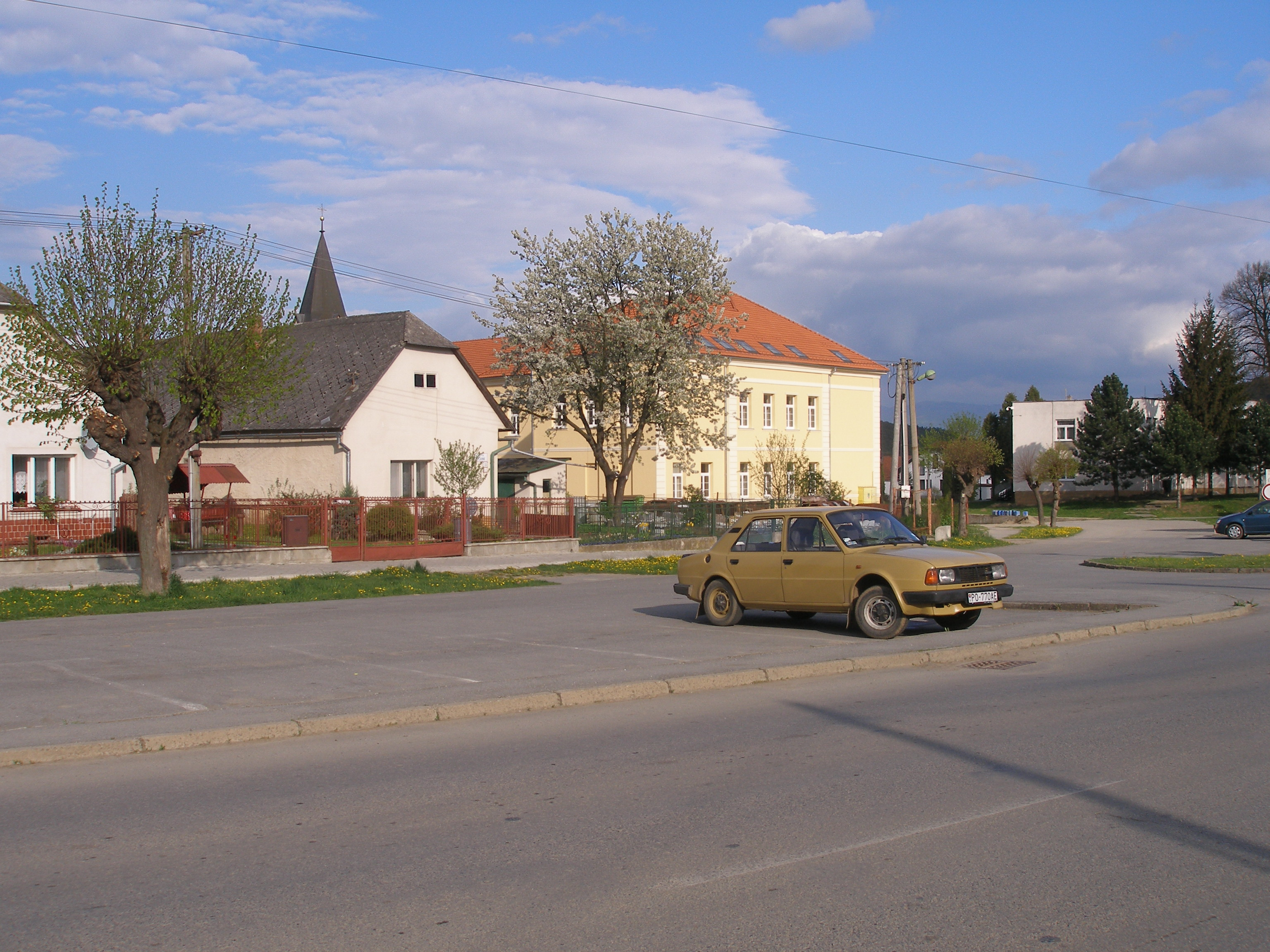
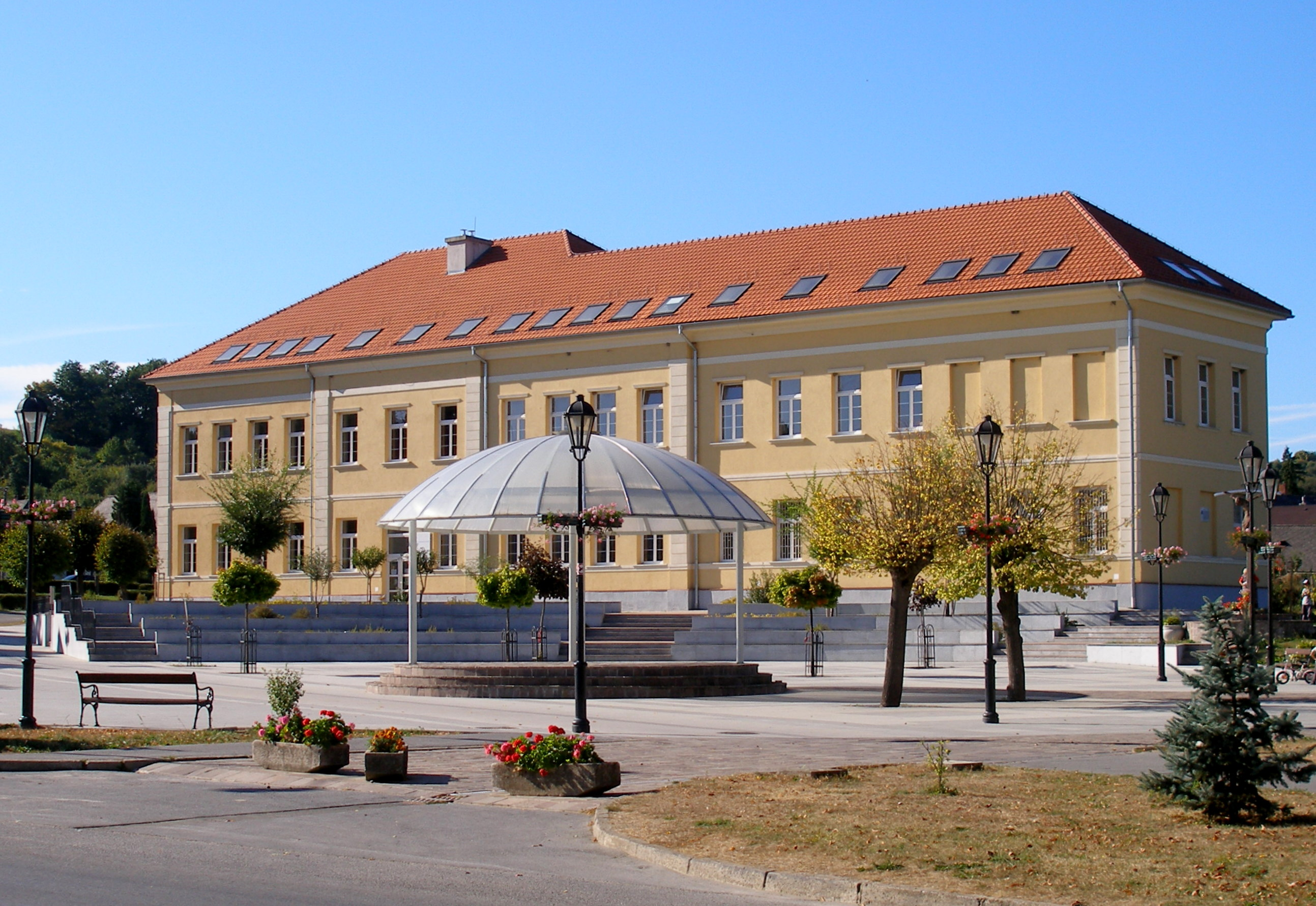